# František Drtikol
Frantisek Drtikol  (Příbram,3 de marzo de 1883-Praga, 13 de enero de 1961) fue un fotógrafo checo. Está considerado como el primer fotógrafo relevante de Checoslovaquia.

## Vida
Nació en la localidad minera de la región de la Bohemia Central Příbram (República Checa) el 3 de marzo de 1883. Entre 1901 y 1903 estudió en el Instituto de Enseñanza e Investigación de Fotografía en Múnich. Trabajó para importantes estudios fotográficos en Alemania, Suiza y Bohemia, hasta que en 1910 abrió un gran estudio en Praga junto a Augustin Skarda con el que colaboraría durante 11 años.

## Su obra
Empezó como fotógrafo pictorialista hasta que en 1917 lo abandonó por influencia del Art déco. Sin embargo, su trabajo con los desnudos era más bien una búsqueda personal. En sus desnudos, influenciados por el Art Nouveau y el Simbolismo, no concibe la figura humana como continente del alma sino como formas provistas de significación estética, integrándola en el valor compositivo de la obra, haciendo que interactúen con las formas, las luces y las sombras.
A partir de 1923 dio un giro vanguardista a su obra: las modelos son cambiadas por bailarines y poco a poco los fondos comienzan a ser pintados como parte de la escenografía y la obsesión por dinamizar las escenas, mediante la iluminación y fuertes contrastes de sombra, consiguen efectos de movimiento y plasticidad. Usa escenarios inclinados y decoración geométrica para componer la mayor parte de sus fotos y se ayuda de elementos como cuerdas y barras, más bien de sus sombras para crear composiciones en las que sorprende la naturalidad con la que capta el cuerpo humano.
Las composiciones a veces muy forzadas que sugieren movimiento nos evocan reminiscencias Futuristas.
A partir de 1920 empezó a interesarse por el orientalismo y su filosofía y en 1935 se retiró a un monasterio dónde se dedicó a la meditación trascendental y la pintura. A su regreso tradujo bastantes manuscritos budistas al Checo.
Murió el 13 de enero de 1961 en Praga.